# Lindsey Shaw

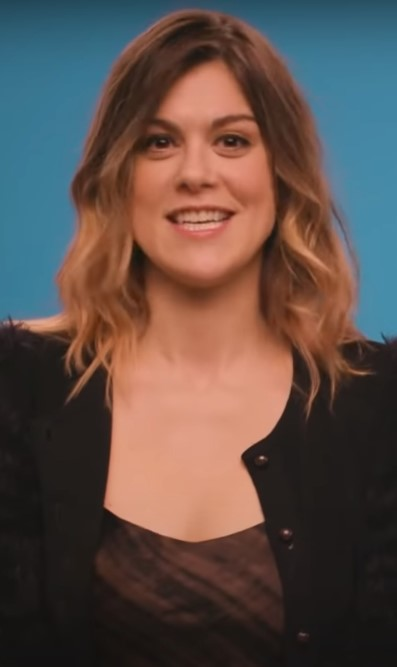
Lindsey Shaw, 2020

Lindsey Shaw (* 10. Mai 1989 in Lincoln, Nebraska, als Lindsey Marie Shaw) ist eine US-amerikanische Schauspielerin. Sie wurde durch die US-amerikanische Comedyserie Neds ultimativer Schulwahnsinn international bekannt.

## Leben
Shaw zog 2002 mit ihrer Mutter nach San Mateo, Kalifornien, nachdem sie jahrelang zwischen ihrer Heimatstadt und Omaha bzw. Kansas City, dem Sitz ihrer jeweiligen Agentur, gependelt hatten. Den Middle-School-Abschluss machte sie an der St. Francis Xavier School in Burbank. Danach besuchte sie für ein Jahr die Notre Dame High School, konnte ihre Schullaufbahn dann allerdings nur mit Hilfe des Laurel Springs Home School Program fortsetzen.
Von 2004 bis 2007 war sie in einer Hauptrolle in der Fernsehserie Neds ultimativer Schulwahnsinn zu sehen. Von 2007 bis 2008 spielte sie eine Hauptrolle in der US-amerikanischen Sitcom Aliens in America. Von 2009 bis 2010 spielte sie die Hauptrolle der Kat Stratford in der kurzlebigen Fernsehserie 10 Dinge, die ich an dir hasse. Im Jahr 2011 hatte sie eine wiederkehrende Rolle als Paige McCullers in der Serie Pretty Little Liars inne. Außerdem erschien Shaw 2011 als Lisa in dem ABC Family Original Movie Teen Spirit. In der dritten Staffel der Comedyserie Suburgatory hatte sie die Nebenrolle der Freundin June von Ryan Shay (Parker Young) inne.
Außerdem hat sie 2010 im Videospiel Enslaved: Odyssey to the West die Protagonistin Trip mithilfe von Motion Capture verkörpert und synchronisiert.

## Filmografie (Auswahl)
- 2004–2007: Neds ultimativer Schulwahnsinn (Ned’s Declassified School Survival Guide, Fernsehserie, 54 Episoden)
- 2005: The Great Lie (Kurzfilm)
- 2007–2008: Aliens in America (Fernsehserie, 18 Episoden)
- 2008: Eleventh Hour – Einsatz in letzter Sekunde (Eleventh Hour, Fernsehserie, Episode 1x08)
- 2009–2010: 10 Dinge, die ich an dir hasse (10 Things I Hate About You, Fernsehserie, 20 Episoden)
- 2010: Devolved
- 2010: Nic & Tristan Go Mega Dega
- 2010: Gideon (Kurzfilm)
- 2011: 16-Love
- 2011: Teen Spirit
- 2011: Blue Moon – Als Werwolf geboren (The Howling: Reborn)
- 2011–2017: Pretty Little Liars (Fernsehserie, 45 Episoden)
- 2012: Body of Proof (Fernsehserie, Episode 2x20)
- 2012: No One Lives – Keiner überlebt! (No One Lives)
- 2012: Love Me
- 2014: Suburgatory (Fernsehserie, 5 Episoden)
- 2015: Yellow Day
- 2015: Faking It (Fernsehserie, 4 Episoden)
- 2016: Secret Summer (Fernsehfilm)
- 2016: Temps
- 2016: Hers and History (Webserie, 8 Episoden)
- 2018: 1/1
- 2019: Olden Times (Fernsehfilm)
- 2020: Reboot Camp
- 2021: Lucifer (Fernsehserie, Episode 6x02)
- 2023: As Certain as Death